# Podróż apostolska Jana Pawła II do Hiszpanii (2003)
99. Podróż Apostolska Jana Pawła II odbyła się w dniach 3 – 4 maja 2003 roku. Jej celem była Hiszpania. Była to piąta i ostatnia podróż apostolska Jana Pawła II do tego kraju.

## Przebieg pielgrzymki
Tuż po przybycie na lotnisko w Madrycie papież spotkał się w tamtejszej bazie lotniczej z młodzieżą. Na spotkanie przybyło ponad 600 tysięcy osób. Jan Paweł II apelował do zebranych o nieuleganie złu, nacjonalizmowi, rasizmowi i nietolerancji. Na koniec spotkania papież przekazał młodym ludziom różańce z drzewa oliwnego.
Następnego dnia na madryckim placu Kolumba Jan Paweł II odprawił Mszę świętą, podczas której kanonizował pięciu błogosławionych: Pedro Poveda Castroverde (1874–1936), Jose Maria Rubio y Peralta (1864–1929), Genowefa Torres Morales (1870–1956), Aniela od Krzyża (1846–1932) i Maria Maravillas od Jezusa (1881–1974). Na Mszę świętą przybyło około miliona wiernych, w tym hiszpańska para królewska oraz przedstawiciele władz państwowych Hiszpanii.
Po Mszy świętej Jan Paweł II spotkał się z królem Hiszpanii Janem Karolem I i jego rodziną.